# 밝은미래 (아이슬란드)
밝은미래(아이슬란드어: Björt framtíð)는 아이슬란드의 중도주의 정당이다.